# Kremlin Cup 2006 - Doppio femminile
Il doppio femminile  del torneo di tennis Kremlin Cup 2006, facente parte del WTA Tour 2006, ha avuto come vincitrici Květa Peschke e Francesca Schiavone che hanno battuto in finale Iveta Benešová e Galina Voskoboeva con il punteggio di 6–4, 6(4)–7, 6–1.

## Teste di serie
1. Lisa Raymond /  Samantha Stosur (primo turno)
2. Cara Black /  Rennae Stubbs (primo turno)

1. Květa Peschke /  Francesca Schiavone (campionesse)
2. Anna-Lena Grönefeld /  Liezel Huber (quarti di finale)

## Tabellone

### Legenda
| - Q = Qualificato - WC = Wild card - LL = Lucky loser | - ALT = Alternate - SE = Special Exempt - PR = Protected Ranking | - w/o = Walkover - r = Ritirato - d = Squalificato |